# Wantirna South (Vitória)
Wantirna South é uma cidade de Melbourne, Victoria, Austrália,  a 25 km a leste do Distrito Central de Negócios de Melbourne, localizado na área do governo local City of Knox . No Censo de 2016, Wantirna South tinha uma população de 19.271. A cidade faz fronteira com as duais cidades de City of Whitehorse e City of Monash. Um dos primeiros edifícios foi o posto de correios Wantirna South, inaugurado em 1 de dezembro de 1936, mas foi renomeado para Studfield em 1990, estando no Studfield Shopping Center. A Escola Primária de Wantirna South teve um impacto significativo no crescimento e na habitação na área de Knox City.